# Drenok (Sztruga)
Drenok (macedónul: Дренок) település Észak-Macedóniában, a Délnyugati körzetben, Sztruga községben.

## Népesség
| Lakosok száma | 284  | 262  | 144  | 22   | 13   | 4    | 2    | 19   |
|               | 1948 | 1953 | 1961 | 1971 | 1981 | 1991 | 2002 | 2021 |

2002-ben 2 macedón nemzetiségű lakosa volt.